# Macromedia
Macromedia era una empresa americana que fabricava programes especials per al web. Un exemple eren:
- Macromedia Dreamweaver 8, programa d'edició de webs.
- Macromedia Flash 8, programa d'animacions gràfiques per a llocs web.
- Macromedia Fireworks 8, programa de retoc fotogràfic.